# Wilhelm Spiegel

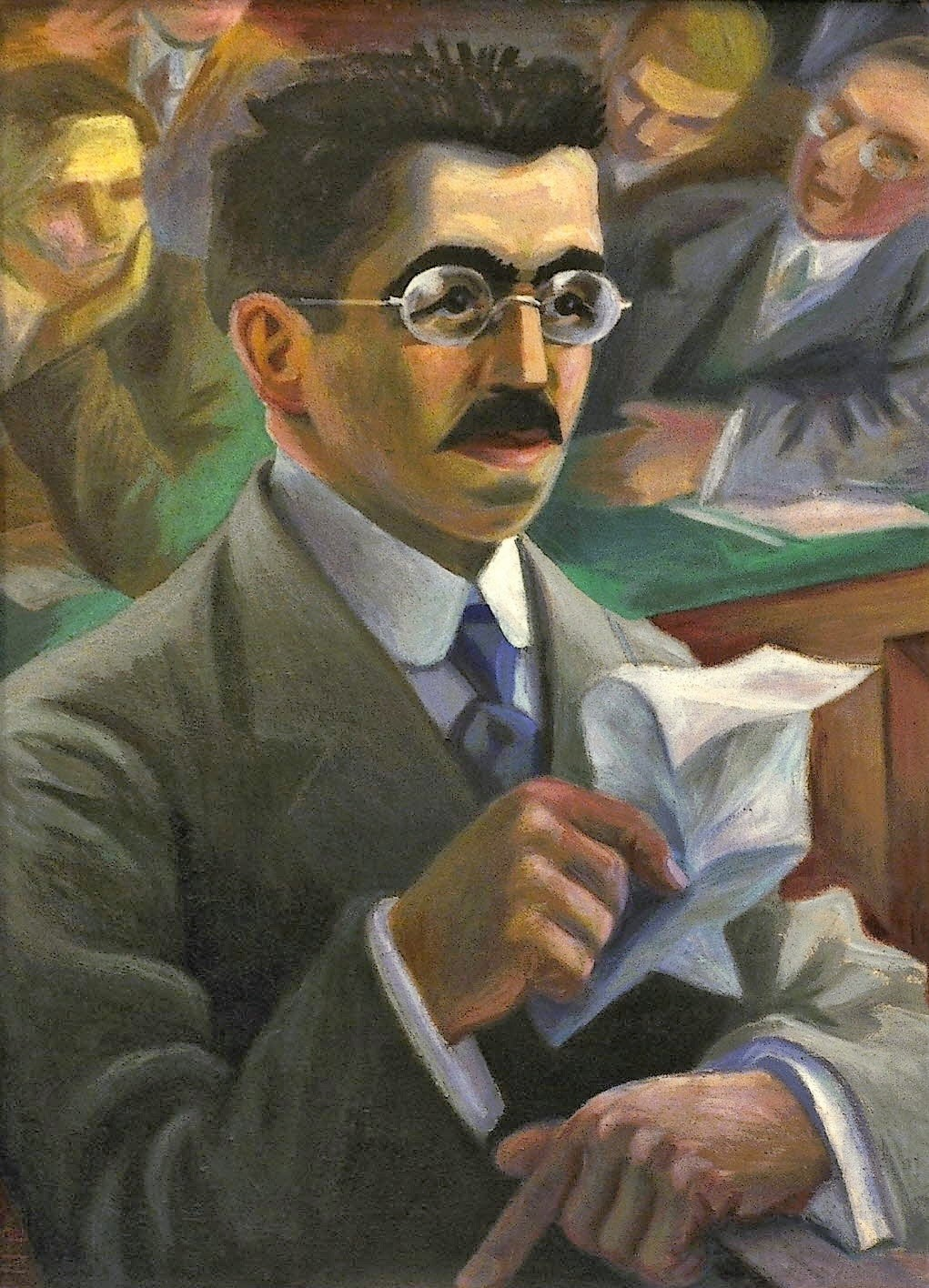
Gemälde Stadtverordnetenvorsteher Wilhelm Spiegel (1953) von Maler Niels Brodersen

Wilhelm Spiegel (* 22. Juni 1876 in Gelsenkirchen; † 12. März 1933 in Kiel) war ein deutscher SPD-Politiker, Rechtsanwalt und Notar. Seine Ermordung durch die Nationalsozialisten markierte die Machtübernahme der NSDAP in Kiel.

## Leben
Nach der Reifeprüfung am Gymnasium Schalke im Jahr 1895 studierte Spiegel Rechtswissenschaften in München, Berlin, Bonn und Kiel. 1905 ließ er sich in Kiel als Rechtsanwalt nieder. Ein halbes Jahr später heiratete er im niederländischen Den Haag Emma Loeb (1888–1935). Sein vier Jahre jüngerer Bruder Otto, der sich 1907 ebenfalls in Kiel ansiedelte, war der erste fachpädiatrisch ausgebildete Arzt in Schleswig-Holstein.
Von 1911 bis 1933 gehörte Spiegel der Kieler Stadtverordnetenversammlung an, von 1919 bis 1924 stand er ihr vor. 1921–22 gehörte er auch dem preußischen Staatsrat an. Außerdem war er stellvertretender Vorsitzender der Israelitischen Gemeinde in Kiel und Mitglied im Vorstand der örtlichen Volkshochschule. Er war insbesondere mit Ferdinand Tönnies, Ernst Kantorowicz (Sozialpädagoge) und Walther Schücking verbunden.
Während des Kapp-Putsches von 1920 war er einer der führenden Vertreter der Kieler Arbeiterschaft, der nicht nur half, den Putsch niederzuschlagen, sondern der auch als Verhandlungsführer der Arbeiter versuchte, die Auseinandersetzung möglichst ohne Blutvergießen zu beenden. So verhandelte er mit dem Freikorps Loewenfeld allein und ohne Schutz in einer verbarrikadierten Kaserne und verschaffte ihm freien Abzug.
1929 trat der ehemalige Marineoffizier und Halbjude Hans Beyersdorff in die Sozietät ein.

## Ermordung
Überregionale Bekanntheit erlangte 1932 das Verfahren gegen den Chefredakteur der sozialdemokratischen Schleswig-Holsteinischen Volkszeitung, Kurt Wurbs, den Spiegel als Rechtsanwalt vertrat. Die Volkszeitung hatte behauptet, dass die Nationalsozialisten einen Bürgerkrieg vorbereiteten. Der Kläger in diesem Verfahren war Adolf Hitler. Spiegel lud Hitler als Zeugen vor. Statt seiner trat der SA-Chef Ernst Röhm als Zeuge auf und betonte die Liebe der Nationalsozialisten zu Recht und Gesetz, was die Richter glaubten. Denn sie verurteilten die schleswig-holsteinische Volkszeitung. Kurz nach der nationalsozialistischen „Machtergreifung“ forderte im Februar 1933 ein SS-Führer öffentlich zur Ermordung Spiegels auf, der den Nationalsozialisten  als bekannter Sozialdemokrat und Jude verhasst war.
Am 11. März 1933, einen Tag vor den Kommunalwahlen, besetzten die Nationalsozialisten das Rathaus, setzten Oberbürgermeister Emil Lueken ab, lösten die Stadtverordnetenversammlung auf und erklärten den NSDAP-Kreisleiter Walter Behrens zum neuen Oberbürgermeister. In der folgenden Nacht verlangten zwei Nationalsozialisten, davon einer in SA- oder SS-Uniform, Einlass in das Wohnhaus Spiegels im Forstweg 42 in Kiel. Während zwei weitere Männer an der Straße Wache hielten, töteten sie den vor ihnen her in sein Arbeitszimmer gehenden Mann durch einen Schuss in den Hinterkopf.
In einem Brief von Ferdinand Tönnies an Max Graf zu Solms vom 14. März 1933 heißt es zu dem Mord:
„In der Nacht von Sonnabend auf Sonntag ist hier der mir gut bekannte, liebenswürdige und gescheite Rechtsanwalt Spiegel, der sich allgemeiner Achtung erfreute, nächtens von 2 Leuten, die sich als ‚Polizisten‘ einführten, durch heftiges Klingeln sich lästig machten, nachdem er selber die Tür geöffnet und sie herein genötigt hatte, um zu erfahren, was sie wollten, flugs erschossen worden!!! Eine solche Missetat, wie ich sie kaum erlebt habe. Aber Spiegel war ein Jude aus dem Rheinlande. Er hinterläßt seine Witwe und 3 halberwachsene Kinder, davon 2 Söhne, die einen durchaus sympathischen Eindruck machen.“
Bei der Beerdigung Spiegels auf dem Alten Urnenfriedhof am 15. März bildeten Tausende von Kieler Arbeitern Spalier. Der Trauerzug durch die Straßen der Stadt wurde zu einer letzten Demonstration des republikanischen Kiels. Die Belegschaften von Werften und Fabriken hatten trotz nationalsozialistischer Drohungen ihre Arbeit niedergelegt. Die Trauerrede für Spiegel hielt sein Freund und politischer Weggefährte Otto Eggerstedt. Behrens nutzte die Ermittlungen als Vorwand, um führende Kieler SPD-Mitglieder in das Konzentrationslager Oranienburg einzuliefern und die Kieler SPD innerhalb von zwei Tagen zu zerschlagen. Die Ermittlungen, die sich nie ernsthaft gegen Nationalsozialisten richteten, wurden schon im Sommer 1933 eingestellt.
Nach 1945 wurde ein ehemaliger SS-Mann der Mittäterschaft verdächtigt und verhaftet. Er nahm sich in der Untersuchungshaft das Leben.

## Gedenken

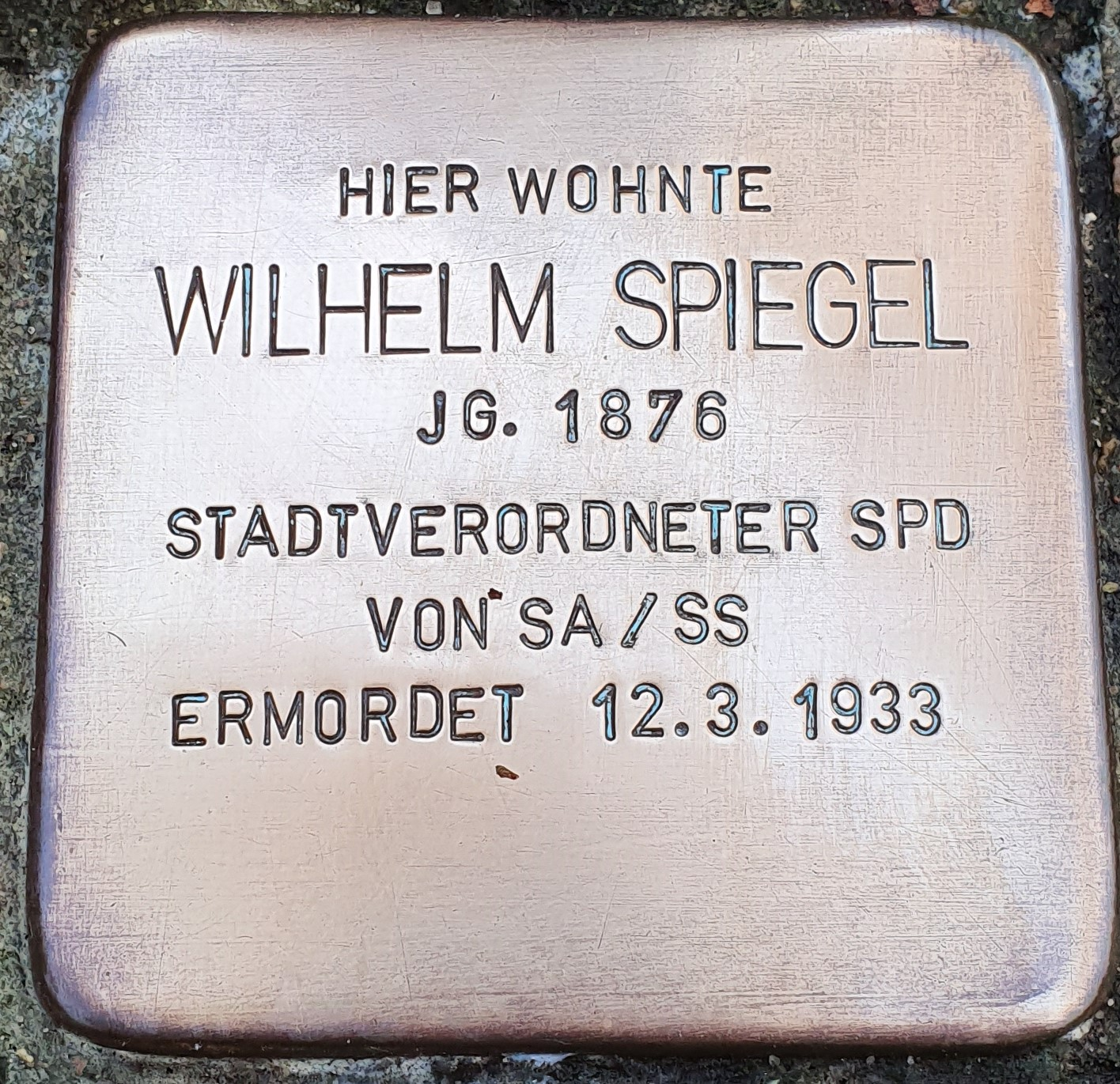
Stolperstein vor dem ehemaligen Wohnhaus Wilhelm Spiegels

Von Dezember 1947 bis Februar 1948 wurde ein Teil des Forstweges Wilhelm-Spiegel-Weg genannt. 1993 wurde eine Straße in Wellsee von der Kieler Ratsversammlung Wilhelm-Spiegel-Straße getauft.
Im Wandelgang vor dem Ratssaal befindet sich seit 1953 ein Porträt Spiegels, erstellt von Niels Brodersen. Zum 60. Todestag Spiegels 1993 wurde es um eine Gedenktafel ergänzt. Eine weitere Gedenktafel befindet sich im Kieler Landgericht. Das Gebäude der Landeszentralbank gegenüber dem Rathaus wurde „Wilhelm-Spiegel-Haus“ benannt. 1995 wurde am Eingang des Hauses eine Bronzeplatte zum Gedenken an Spiegel angebracht. Am 11. Oktober 2006 wurde vor dem früheren Wohnhaus Spiegels ein Stolperstein verlegt. Wilhelm Spiegels Grab wird von der Stadt Kiel als Ehrengrab gepflegt.
Im Roman Jahrestage von Uwe Johnson wird auf den Mord Bezug genommen.